# Diócesis de Bath y Wells (antigua)
La diócesis de Bath y Wells (en latín: Dioecesis Bathoniensis et Wellensis y en inglés: Diocese of Bath and Wells) fue una circunscripción eclesiástica de la Iglesia católica en el Reino Unido. Se trataba de una diócesis latina, sufragánea de la arquidiócesis de Canterbury.  Por el Acta de Supremacía del Parlamento de Inglaterra del 8 de mayo de 1559 fue convertida en la diócesis de Bath y Wells de la Iglesia de Inglaterra.

## Territorio y organización

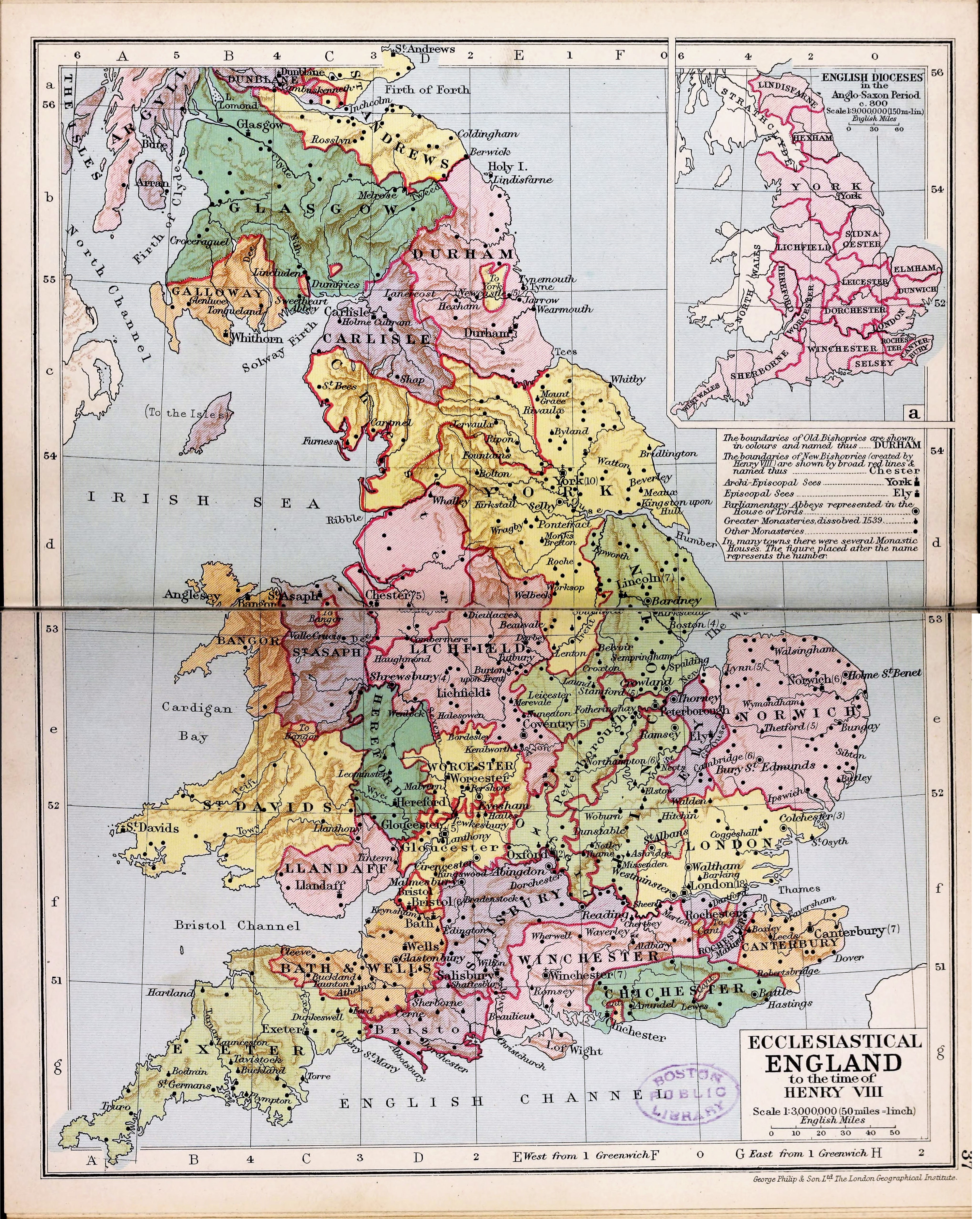
Mapa de las diócesis de Inglaterra

La diócesis extendía su jurisdicción sobre los fieles católicos de rito latino residentes en el condado de Somerset en Inglaterra. Estaba delimitada por las diócesis de Exeter (o Crediton), Salisbury (Sherborne y Ramsbury) y Worcester.

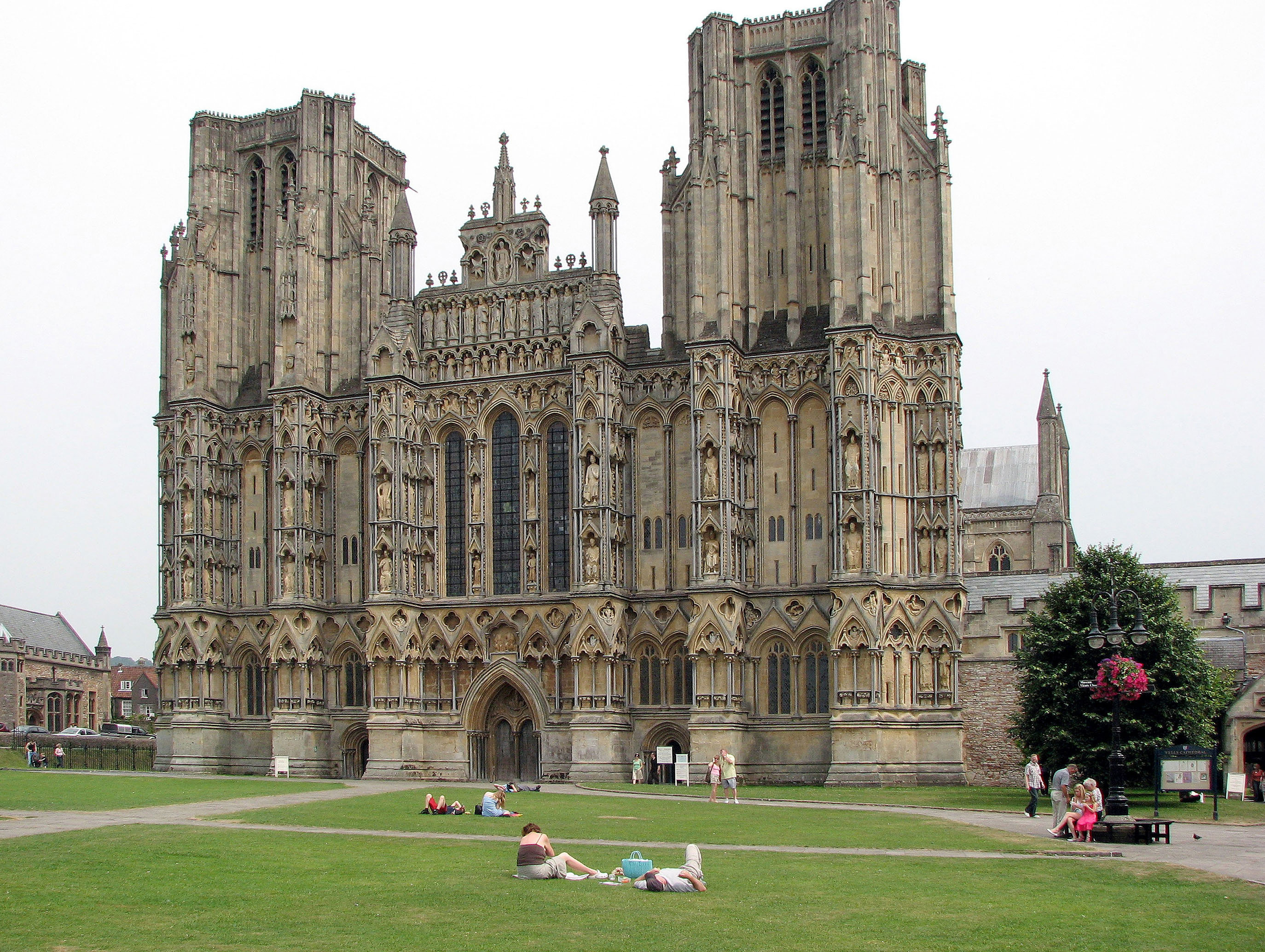
Catedral de San Andrés, en Wells

La sede de la diócesis se encontraba en la ciudad de Bath, en donde se halla la Catedral abacial San Pedro y San Pablo. En Wells se encuentra la Catedral de San Andrés, construida después de 1191 y que compartía la catedralidad de la diócesis. Desde la Reforma anglicana ambas catedrales pertenecen a la Iglesia de Inglaterra.

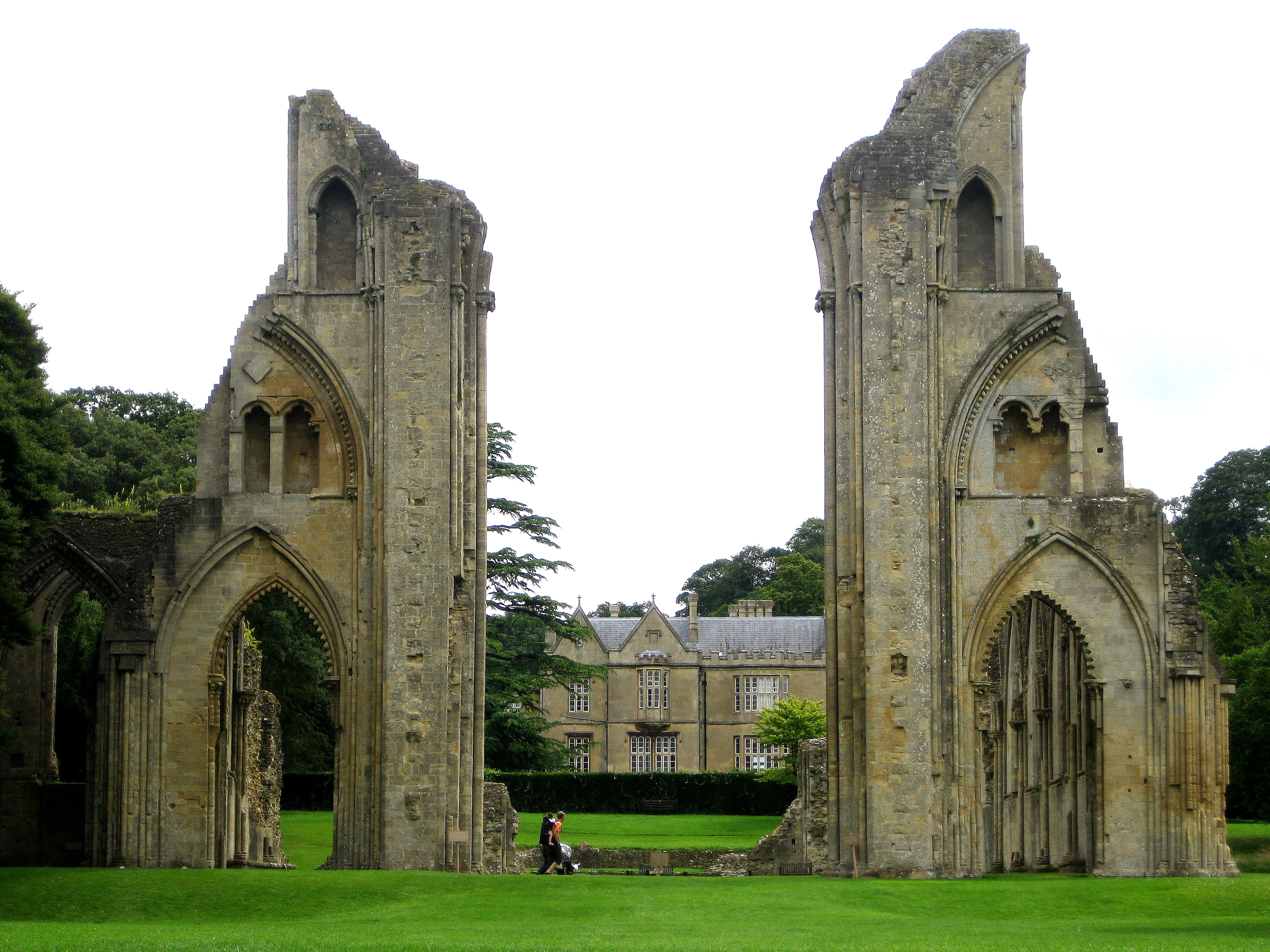
Restos de la abadía de Glastonbury

La diócesis incluía tres arcedianatos: Bath, Wells y Taunton.

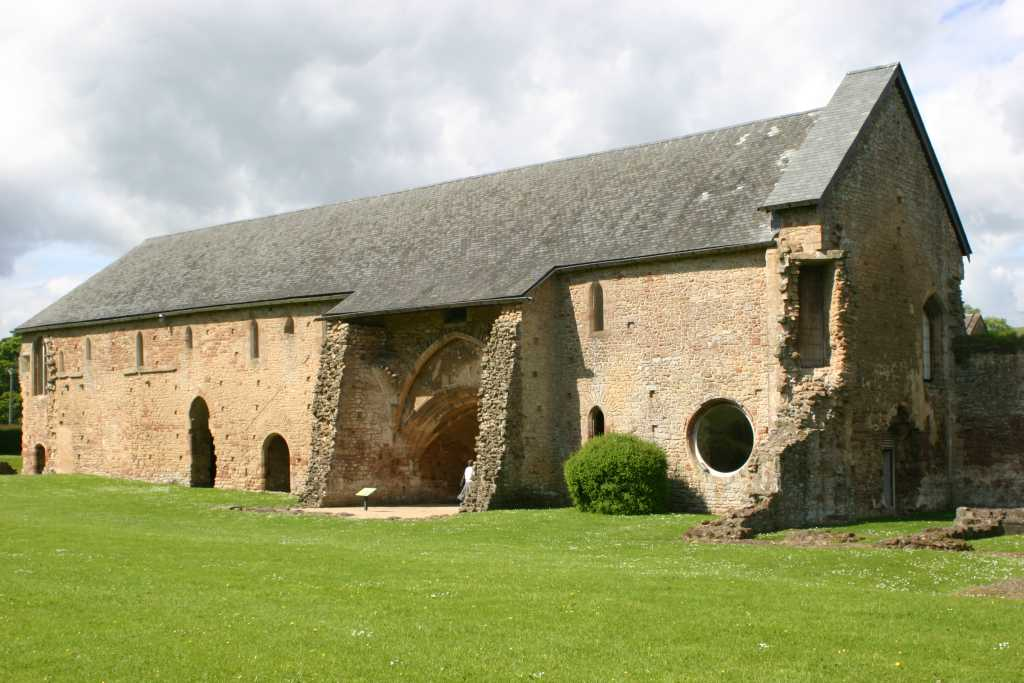
Ruinas de la abadía cisterciense de Cleeve, fundada a fines del siglo XII

Los principales monasterios de la diócesis, suprimidos en el siglo XVI con la disolución de los monasterios en Inglaterra, fueron la abadía benedictina de Glastonbury, el cisterciense de Cleeve y las cartujas de Witham y Hinton.

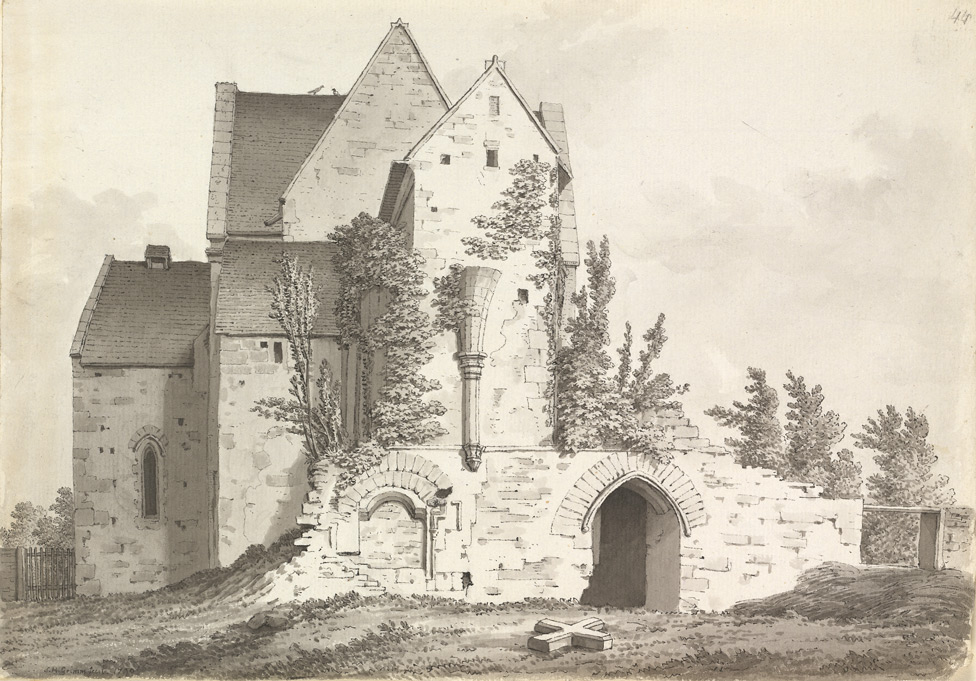
Impresión del de la cartuja de Hinton, fundada en 1232

## Historia
La diócesis de Wells fue erigida en 909 con parte del territorio de la diócesis de Sherborne (más tarde llamada diócesis de Salisbury). El cabildo catedralicio estaba formado por canónigos regulares.
Con la llegada de los normandos, Juan de Tours trasladó la sede episcopal a la abadía benedictina de Bath.
Durante el episcopado de Robert († 1166), con el asentimiento del papa Alejandro II, las relaciones entre el capítulo regular de Wells y el benedictino de Bath se regularon de la siguiente manera: Bath y Wells debían ser ambas sedes episcopales; el obispo sería elegido por representantes de los dos capítulos; el prior de Bath notificaría al arzobispo de Canterbury de la elección; el obispo debía ser entronizado en ambas catedrales y llevar el doble título. Sin embargo, el primer obispo en llevar el doble título fue Roger en 1244.
En 1197 el obispo Savaric Fitz Geldewin, exabad del monasterio de Glastonbury, con el permiso del papa Celestino III, transfirió la sede episcopal a su antiguo monasterio, cambiando el nombre de la diócesis a Bath y Glastonbury.
El 18 de marzo de 1220 el papa Honorio III concedió al obispo Jocelin de Wells, que había trasladado una vez más la sede a Bath, que se llamara obispo de Bath y Wells. El estatus de catedral conjunta fue reconocido por el papa Inocencio IV en 1245.
Durante el siglo XV la catedral de Bath cayó en mal estado y el obispo Oliver King decidió en 1500 reconstruirla en forma reducida.

### Reforma anglicana
Luego de que el 23 de marzo de 1534 el papa Clemente VII excomulgara el rey Enrique VIII a causa de su divorcio de Catalina de Aragón, el 3 de noviembre de 1534 el Parlamento de Inglaterra aprobó el Acta de Supremacía de 1534
mediante la cual se declaraba que el rey era «only supreme head in earth of the Church of England, called Anglicana Ecclesia», acto formal mediante el cual la Iglesia católica de Inglaterra entraba en cisma con la Santa Sede, transformándose en una Iglesia nacional independiente. El 18 de diciembre de 1534 aprobó además la Ley de Traición que castigaba con la pena de muerte a quienes no aceptaran el Acta de Supremacía. El Parlamento de acuerdo con Enrique VIII emitió los Seis Artículos en agosto de 1539, por los que se mantuvo la liturgia católica-romana tradicional casi sin cambios en las doctrinas y prácticas de la nueva Iglesia nacional independiente de Inglaterra.
En la diócesis de Bath y Wells el obispo John Clerk continuó en el cargo hasta su fallecimiento el 3 de enero de 1541, siendo sucedido por William Knight hasta su fallecimiento el 29 de septiembre de 1547, quien había sido nombrado ya sin requerir la aprobación papal.
Tras la muerte de Enrique VIII el 28 de enero de 1547 lo sucedió su hijo Eduardo VI. Durante su reinado la Iglesia de Inglaterra llegó a ser teológicamente protestante. En Bath y Wells William Barlow fue nombrado por el rey el 3 de febrero de 1548.
Tras la muerte de Eduardo VI el 6 de julio de 1553 ascendió al trono la católica María I Tudor, quien por ley del Parlamento del 12 de noviembre de 1554 derogó el Acta de Supremacía y luego se abolió toda la legislación religiosa aprobada contra el papado a partir de 1529. El obispo  William Barlow ya había renunciado antes del 4 de octubre de 1553. Gilbert Bourne fue nombrado como obispo católico el 13 de marzo de 1554, siendo el último obispo de Bath y Wells en comunión con el papa. El 17 de noviembre de 1558 falleció la reina María y fue sucedida por Isabel I, quien con otra Acta de Supremacía del 8 de mayo de 1559 restauró la independencia de la Iglesia anglicana y rompió definitivamente con la Santa Sede. Desde entonces la diócesis de Bath y Wells es parte de la Iglesia de Inglaterra. El obispo Gilbert Bourney fue uno de los últimos en ser destituidos por la nueva reina, el 18 de octubre de 1559 se negó a jurar el Acta de Supremacía y su destitución se produjo a más tardar el 11 de enero de 1560 y luego fue encarcelado en la Torre de Londres, siendo prisionero hasta su muerte el 10 de septiembre de 1569. Con el nombramiento de Gilbert Berkeley el 11 de enero de 1560 se inició la lista de obispos anglicanos de la diócesis de Bath y Wells.

## Episcopologio

### Obispos de Wells
- Athelm † (909 consagrado-914 nombrado arzobispo de Canterbury)
- Wulfhelm I † (914-923 nombrado arzobispo de Canterbury)
- Alphege † (923-931 falleció)
- Wulfhelm II † (934-955 falleció)
- Byrhthelm † (955 o 956-15 de mayo de 973 falleció)[nota 3]
- Cyneweard † (973-30 de junio de 975 falleció)
- Sigar † (975-28 de junio de 997 falleció)
- Aelfwine † (997-999 falleció)
- Burwoldus † (1000?)
- Lyfing † (1001 consagrado-1013 nombrado arzobispo de Canterbury)
- Aethelwine † (1013-1021 depuesto)
- Brihtwine † (1021-1023 depuesto)
- Aethelwine † (1023-1024 falleció)
- Brihtwine † (1024-1025 falleció)[nota 4]
- Merewith † (1027-12 de abril de 1033 falleció)
- Duduc † (11 de junio de 1033 consagrado-18 de enero de 1060 falleció)
- Gisa † (15 de abril de 1061 consagrado-1088 falleció)

### Obispos de Bath
- John de Tours (de Villula) † (1088-29 de diciembre de 1122 falleció)
- Godfrey † (26 de agosto de 1123 consagrado-16 de agosto de 1135 falleció)
- Robert † (22 de marzo de 1136-31 de agosto de 1166 falleció)
  - Sede vacante (1166-1174)
- Reginald Fitz Jocelin † (23 de junio de 1174 consagrado-26 de diciembre de 1191 falleció)
- Savaric Fitz Geldewin † (20 de septiembre de 1192 consagrado-1197 sede renombrada Bath y Glastonbury)

### Abades-obispos de Bath y Glastonbury
- Savaric Fitz Geldewin † (1197-8 de agosto de 1205 falleció)
- Jocelin de Wells † (28 de mayo de 1206 consagrado-18 de marzo de 1220 sede renombrada Bath y Wells)

### Obispos de Bath y Wells
- Jocelin de Wells † (18 de marzo de 1220-19 de noviembre de 1242 falleció)
- Roger de Salisbury † (3 de febrero de 1244-21 de diciembre de 1247 falleció)
- William de Bitton I † (30 de mayo de 1248-3 de abril de 1264 falleció)
- Walter Giffard † (4 de enero o 1 de febrero de 1265 consagrado-15 de octubre de 1266 nombrado arzobispo de York)
- William de Bitton II † (10 de febrero de 1267-4 de diciembre de 1274 falleció)
- Robert Burnell † (23 de enero de 1275-25 de octubre de 1292 falleció)
- William of March † (17 de mayo de 1293 consagrado-11 de junio de 1302 falleció)
- Walter Haselshaw † (4 de noviembre de 1302 consagrado-11 de diciembre de 1308 falleció)
- John Droxford † (9 de noviembre de 1309 consagrado-9 de mayo de 1329 falleció)
- Ralph of Shrewsbury † (30 de mayo de 1330-14 de agosto de 1463 falleció)
- John Barnet † (24 de noviembre de 1363-14 de diciembre de 1366 nombrado obispo de Ely)
- John Harewell † (14 de diciembre de 1366-julio de 1386 falleció)
- Walter Skirlaw † (25 de agosto de 1386-13 de julio de 1388 nombrado obispo de Durham)
- Ralph Ergham † (13 de julio de 1388-4 de abril de 1400 falleció)
- Richard Clifford † (12 de mayo de 1400-23 de agosto de 1401 nombrado obispo de Worcester)
- Henry Bowet † (23 de agosto de 1401-7 de octubre de 1407 nombrado arzobispo de York)
- Nicholas Bubwith † (7 de octubre de 1407-27 de octubre de 1424 falleció)
- John Stafford † (18 de diciembre de 1424-31 de mayo de 1443 nombrado arzobispo de Canterbury)
- Thomas Beckington † (24 de julio de 1443-14 de enero de 1465 falleció)
  - John Phreas † (1465 falleció) (obispo electo)
- Robert Stillington † (5 de diciembre de 1465-mayo de 1491 falleció)
- Richard Foxe † (8 de febrero de 1492-30 de julio de 1494 nombrado obispo de Durham)
- Oliver King † (6 de noviembre de 1495-29 de agosto de 1503 falleció)
  - Adriano Castellesi † (2 de agosto de 1504-5 de julio de 1518 depuesto) (administrador apostólico)
  - Thomas Wolsey † (30 de julio de 1518-26 de marzo de 1523 nombrado administrador apostólico de Durham) (administrador apostólico)
- John Clerk † (26 de marzo de 1523-3 de noviembre de 1534 pasó a ser cismático anglicano al aprobarse el Acta de Supremacía)
  - John Clerk † (3 de noviembre de 1534-3 de enero de 1541 falleció) (obispo cismático anglicano)
  - William Knight (9 de abril de 1541-29 de septiembre de 1547 falleció) (obispo cismático anglicano)
  - William Barlow (3 de febrero de 1548-antes del 4 de octubre de 1553 renunció) (obispo cismático anglicano)
- Gilbert Bourne † (13 de marzo de 1554-entre el 18 de octubre de 1559 y el 11 de enero de 1560 destituido)